# 丁道尔译本
丁道尔译本，通常指丁道尔翻译的圣经。丁道尔的译本是英语世界中第一本直接译自希腊语和希伯来语的圣经。丁道尔在被烧死之前，译完了新约和旧约的一半。1522年，他得到了马丁路德翻译的德语圣经，受其启发，决定将圣经翻译到英语中。1526年至1536年十年间，丁道尔将新约及旧约的一半译为英语。丁道尔的圣经对后世的译本产生了深刻的影响，为后来的《马太圣经》，英国第一本官方认可的《大圣经》，以及《日内瓦圣经》奠定了基础。钦定版圣经有百分之八十多来自丁道尔翻译的圣经。有人说，英语圣经的历史开始于丁道尔，而非威克里夫。